# Space Pirate Captain Harlock (phim)
Space Pirate Captain Harlock (宇宙海賊キャプテンハーロック Uchū Kaizoku Kyaputen Hārokku) là một bộ phim anime 3D khoa học viễn tưởng do Shinji Aramaki đạo diễn.
Năm 2010, Toei Animation thông báo rằng hãng đã phát triển một tập mở đầu của một bản làm lại đồ họa máy tính lấy cảm hứng từ sê-ri truyền hình cùng tên, và giới thiệu nó tại hội chợ Anime quốc tế Tokyo năm đó. Kịch bản được viết lại bởi biên kịch Harutoshi Fukui để phản ánh các chủ đề của xã hội hiện đại và Toei đã cung cấp công nghệ làm phim mới nhất cho phim. Phim được chiếu tranh giải tại Liên hoan phim quốc tế Venice lần thứ 70 và Liên hoan phim quốc tế Hawaii lần thứ 33. Phim nhận đánh giá trái chiếu, chủ yếu là tiêu cực từ giới phê bình và nhận đề cử giải viện hàn lâm Nhật Bản cho Phim hoạt hình của năm, đồng thời đoạt giải Lumière cho Phim điện ảnh quốc tế 3D hay nhất- hạng mục hoạt hình tại lễ trao giải Sáng tạo Nghệ thuật 3D (2014).